# Antonio Brack Egg

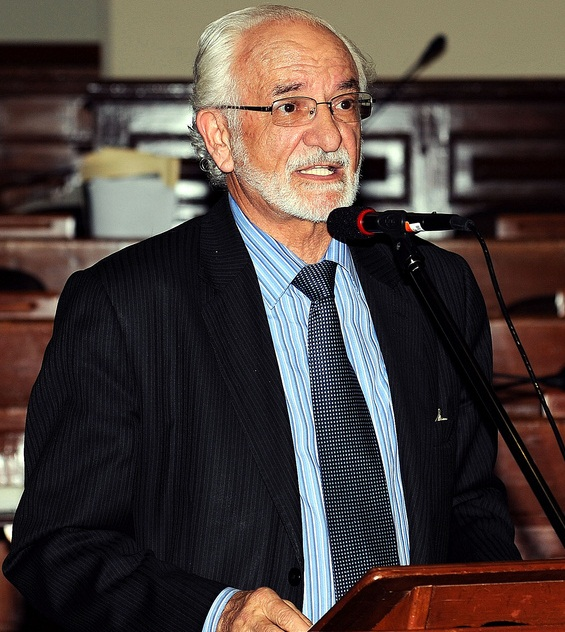
Antonio José Brack Egg (2010)

Antonio José Brack Egg (* 3. Juni 1940 im Distrikt Villa Rica, Pasco; † 30. Dezember 2014 in Lima) war ein peruanischer Agrarwissenschaftler, Ökologe und Forscher zur Biodiversität. Zwischen 2008 und 2011 war Brack Egg erster Umweltminister Perus.

## Biographie
Antonio Brack Egg kam am 3. Juni 1940 im Distrikt Villa Rica in der Provinz Oxapampa, Region Pasco, zur Welt. Er ist ein Nachkomme der Silzer Auswandererfamilie Egg, seine Mutter stammt aus Pozuzo, sein Vater war Deutscher. Er erhielt seine sekundäre Ausbildung in den Fächern Biologie und Chemie am Colegio de la Inmaculada in Lima, graduierte 1963 zum Profesor de Educación Secundaria, 1973 promovierte Brack an der Universität Würzburg.
Nach seiner Rückkehr nach Peru arbeitete Antonio Brack in der Dirección General Forestal des Agrarministeriums und engagierte sich für die Vicuña-Population. Den Organisationen PNUD, FAO, USAID und GTZ und weiteren stand er als Berater zur Seite. Seine Erkenntnisse publizierte er in zahlreichen Büchern und Artikeln und als Mitwirkender in der Fernsehserie La Buena Tierra im TV Perú. Brack Egg war an verschiedenen Universitäten in Peru und Bolivien, darunter die Universidad ESAN, Universidad Nacional Agraria La Molina, Universidad de San Martín de Porres und die Universidad Mayor de San Andrés, tätig und zudem als Koordinator an zahlreichen Projekten zur Biodiversität im lateinamerikanischen Raum beteiligt.
Nachdem am 13. Mai 2008 mit Unterstützung Deutschlands das peruanische Umweltministerium geschaffen wurde, wurde Brack als Minister nominiert und am 14. Oktober 2008 durch Präsident Alan García Pérez ernannt.
Als Umweltminister bekämpfte Antonio Brack Egg den illegalen Goldabbau im tropischen Regenwald und forderte dafür auch den Einsatz von Militär. Er setzte sich für die Schaffung eines Marktes für Emissionsrechte ein, die Peru an Industriestaaten verkaufen sollte, um den Umweltschutz lukrativer zu machen. Neben den Aktivitäten der international stark kritisierten Bergbaukonzerne wie Doe Run wollte sich Brack auf den informellen Bergbausektor sowie vor allem auf die noch weitgehend ungeregelte Abwasser- und Abfallbeseitigung konzentrieren, die für ihn die gravierendsten Umweltprobleme Perus darstellten.
Beim Regierungswechsel am 28. Juli 2011 übernahm Ricardo Giesecke Sara-Lafosse das Amt des peruanischen Umweltministers.

## Auszeichnungen
Antonio Brack Egg erhielt 1996 den Premio Nacional del Medio Ambiente Barbara D’Achille und 2004 den Preis Esteban Campodónico por servicios a la sociedad peruana. Für den Prinz-von-Asturien-Preis 2009 in der Kategorie Eintracht war Brack Egg nominiert. Brack Egg wurde das Großkreuz des peruanischen Orden al Mérito por Servicios Distinguidos verliehen. Das Taxon Phrynopus brackii Hedges, 1990  wurden nach ihm benannt. John Patton O’Neill und Theodore Albert Parker III widmeten ihm 1997 die Lerchenammertangaren-Unterart (Phrygilus alaudinus bracki).

## Werke
- Desarrollo sostenido de la selva: un manual técnico para promotores y extensionistas Perú (1990).
- La sierra del Perú: pobreza y posibilidades (1994).
- Amazonía: desarrollo y sustentabilidad (1994–1995).
- El ambiente en que vivimos (1975).
- Gran geografía del Perú: naturaleza y hombre (1996).
- Kuntursuyu: el territorio del condor (1996).
- Uturunkusuyo: el territorio del jaguar (1996).
- Pobreza y manejo adecuado de los recursos en la Amazonía peruana: respuesta (1997).
- Amazonía peruana comunidades indígenas, conocimientos y tierras tituladas: atlas y base de datos (1997).
- Dinámicas territoriales: afirmación de las ciudades intermedias y surgimiento de los espacios locales (1999).
- Diccionario enciclopédico de las plantas útiles del Perú (1999).
- Biodiversidad y ambiente en el Perú (2000).
- El medio ambiente en el Perú (2000).
- Ecología del Perú (2000).
- Perú maravilloso (2002).
- Legado del Perú andino (2002).
- Perú: diez mil años de domesticación – plantas y animales domésticados – láminas didácticas (2003).
- Perú: diez mil años de domesticación (2003).
- Perú: País de bosques (incluyen fotografías hechas por el autor) (2009)